# Walter Hunt
Walter Hunt (29. juli 1796, Martinsburg, New York – 8. juni 1859, New York City) var en amerikansk opfinder, der patenterede sikkerhedsnålen 10. april 1849. Snart efter solgte han patentet for 400 dollars.
Hunt var en ivrig opfinder og blandt andet konstruerede han den første amerikanske symaskine i 1834, men tog aldrig patent på den og opgav at arbejde videre med den.[kilde mangler]

## Billedgalleri
- Fyldepen (Patent 4927).
- Sikkerhedsnålen (Patent 6281).
- Symaskine
 (Patent 11.161).